# القط الأسود (فلم 1941)
القط الأسود (بالإنجليزية: The Black Cat) فيلم أمريكي انتج عام 1941 مقتبس عن قصة قصيرة كتبها إدغار آلان بو. وقد نشرت لأول مرة في 19 أغسطس 1843 وهي دراسة نفسية للشعور بالذنب، وغالبا ما تقرن في تحليلها قصة بو «القلب الواشي». وفي كلا القصتين، يخفي القاتل جريمته بعناية ويعتقد نفسه أنه لن يكتشف، ولكن في النهاية ينهار ويكشف عن نفسه، مدفوعا من الانزعاج المستمر بسبب شعوره بالذنب.

## فريق العمل
- باسل راثبون

## روابط خارجية
- مقالات تستعمل روابط فنية بلا صلة مع ويكي بيانات